# NGC 2787
NGC 2787 está clasificada como una galaxia lenticular, lo que significa que tiene una forma parecida a una lente. Imágenes del Telescopio Espacial Hubble muestran una estructura espiral en filamentos de gas oscuro cerca del núcleo de la 
galaxia.
Medidas de la velocidad del gas cerca del centro de la galaxia muestran que está acelerado a gran velocidad, probablemente por un agujero negro supermasivo. Los astrónomos tomaron fotografías de la galaxia con el Hubble en parte para ayudarles en su estudio del agujero negro, lo cual les permitirá saber más acerca de la relación entre los agujeros negros supermasivos y sus galaxias madre.
- Datos: Q425637
- Multimedia: NGC 2787 / Q425637